# نرجس أستوري
النرجس الأستوري نوع نباتي يتبع جنس النرجس من الفصيلة النرجسية. ينمو النبات من بصلة شتوية مبكرة معمرة.

## الموئل والانتشار
يعد النرجس الأستوري متوطنًا في البرتغال وإسبانيا.